# Muerte en el Nilo (película de 2022)
Muerte en el Nilo (Death on the Nile en su título original) es una película estadounidense de 2022 perteneciente al género de suspense, dirigida por Kenneth Branagh y basada en la novela homónima de Agatha Christie, publicada en 1937. La película es una secuela de Asesinato en el Orient Express (2017), y está protagonizada por un reparto coral encabezado por el propio Branagh, acompañado de Gal Gadot, Letitia Wright, Armie Hammer, Annette Bening, Ali Fazal, Sophie Okonedo, Tom Bateman, Emma Mackey, Dawn French, Rose Leslie, Jennifer Saunders y Russell Brand. Branagh y Bateman repiten sus papeles de la película anterior, como Hércules Poirot y Bouc, respectivamente. La cinta es la tercera adaptación cinematográfica de la novela de Christie, después de la película de 1978 y de un episodio de 2004 de la serie de televisión Agatha Christie's Poirot. La trama sigue a Poirot, detective de renombre mundial, quien se ve envuelto en un triángulo amoroso que se convierte en asesinato mientras viaja por Egipto.
El rodaje comenzó en septiembre del 2019 en los Longcross Studios en Inglaterra, y finalizó en diciembre del mismo año. Muerte en el Nilo fue estrenada en Estados Unidos el 11 de febrero de 2022, por Walt Disney Studios Motion Pictures a través de 20th Century Studios, tras varios retrasos a causa de la pandemia de COVID-19.

## Sinopsis
Durante la Primera Guerra Mundial, un joven Hércules Poirot propone una estrategia para el avance de su pelotón y sorprender al enemigo. La estrategia tiene éxito, pero el capitán activa accidentalmente un dispositivo trampa, que explota provocando su muerte y dejando el rostro de Poirot gravemente mutilado. Su prometida, la enfermera Katherine, acude a visitarle y le propone que se deje bigote para ocultar sus cicatrices.
Hércules Poirot tiene la tarea de encontrar un asesino mientras está de vacaciones en Egipto.

## Elenco
- Kenneth Branagh como Hércules Poirot
- Tom Bateman como Bouc
- Annette Bening como Euphemia Bouc
- Russell Brand como Dr. Linus Windlesham,
- Ali Fazal como Andrew Katchadourian
- Dawn French como la señora Bowers
- Gal Gadot como Linnet Ridgeway-Doyle
- Armie Hammer como Simon Doyle
- Rose Leslie como Louise Bourget
- Emma Mackey como Jacqueline "Jackie" de Bellefort
- Sophie Okonedo como Salome Otterbourne
- Jennifer Saunders como Marie Van Schuyler
- Letitia Wright como Rosalie Otterbourne.
- Susannah Fielding como Katherine

## Producción

### Desarrollo
En 2015, el bisnieto de Christie, James Prichard, presidente de Agatha Christie Ltd., expresó entusiasmo por las secuelas, citando la colaboración positiva con Branagh y el equipo de producción. En mayo de 2017, Branagh expresó interés en nuevas entregas si la primera película fuera exitosa. El 20 de noviembre de 2017, se anunció que 20th Century Fox estaba desarrollando Muerte en el Nilo como una secuela de su versión de Asesinato en el Expreso de Oriente, para la cual Michael Green volvería a escribir el guion y Kenneth Branagh volvería a interpretar a Hércules Poirot y también a fungir como director.
En septiembre de 2018, Gal Gadot se unió al elenco. Además, Paco Delgado fue contratado para diseñar los trajes. En octubre de 2018, Armie Hammer se unió al elenco y se confirmó que Tom Bateman repetiría su papel de Bouc para esta película. En enero de 2019, Jodie Comer se sumó al elenco y en abril del mismo año, Letitia Wright también se unió al reparto. Annette Bening estaba en conversaciones para unirse al elenco en junio de ese año. Además, Russell Brand se unió en agosto de 2019. Ali Fazal, Dawn French, Rose Leslie, Emma Mackey, Sophie Okonedo y Jennifer Saunders se agregaron en septiembre y Comer confirmó que ya no participaría.

### Filmación
El rodaje de la película comenzó el 30 de septiembre de 2019, en Longcross Studios, en Surrey, Inglaterra, y luego se trasladó a Egipto para el rodaje. El proceso se prolongó hasta la Navidad del mismo año. Previamente estaba programado que comenzara a filmarse en la primavera de 2019. La filmación terminó el 18 de diciembre de 2019.

### Posproducción
Úna Ní Dhonghaíle es la editora de la película. Double Negative (DNEG) proporciona los efectos visuales para la cinta y George Murphy, artista de efectos especiales ganador del Premio Óscar funge como supervisor general de efectos visuales.

## Música
En enero de 2019, fue anunciado como el compositor musical de Muerte en el Nilo. Anteriormente Doyle había colaborado con el director Kenneth Branagh en la grabación de las películas Asesinato en el Expreso de Oriente, All Is True y Artemis Fowl.

## Estreno
Muerte en el Nilo fue estrenada en cines en Estados Unidos el 11 de febrero de 2022, por Walt Disney Studios Motion Pictures a través de 20th Century Studios. Previamente estaba programada para ser lanzada el 20 de diciembre de 2019.

## Recepción
Death on the Nile recibió reseñas generalmente mixtas a positivas de parte de la crítica y de la audiencia. En el sitio web especializado Rotten Tomatoes, la película posee una aprobación de 62%, basada en 284 reseñas, con una calificación de 5.9/10 y con un consenso crítico que dice: «Anticuada hasta la exageración, la sólidamente entretenida Death on the Nile está animada por su elenco de estrellas y el evidente afecto del director-estrella Kenneth Branagh por el material». De parte de la audiencia tiene una aprobación de 69%, basada en más de 5000 votos, con una calificación de 3.7/5.
El sitio web Metacritic le dio a la película una puntuación de 52 de 100, basada en 51 reseñas, indicando "reseñas mixtas o promedio". Las audiencias encuestadas por CinemaScore le otorgaron a la película una "B" en una escala de A+ a F, mientras que en el sitio IMDb los usuarios le asignaron una calificación de 6.3/10, sobre la base de 145 769 votos. En la página web FilmAffinity la cinta tiene una calificación de 5.8/10, basada en 10 321 votos.

## Futuro
En una entrevista con Associated Press en diciembre de 2017, Branagh discutió el desarrollo de la adaptación de Muerte en el Nilo y la posibilidad de hacer más películas, lo que podría crear un nuevo «universo cinematográfico» de películas de Poirot:
«Creo que hay posibilidades, ¿no es así? Con 66 libros y cuentos y obras de teatro, ella, y a menudo reúne a la gente en sus propios libros, de manera tan innata, lo disfrutó», dice. «Sientes que hay un mundo, al igual que con Dickens, hay un mundo completo que ella ha creado, ciertos tipos de personajes que viven en su mundo, que creo que tiene posibilidades reales».
En febrero de 2022, Branagh declaró que estaban en curso conversaciones para nuevas películas. El cineasta y actor declaró que esperaba que la serie de películas se convierta en una franquicia de varias películas, incluidos varios otros personajes creados por Agatha Christie, incluida Jane Marple. En marzo del mismo año, el presidente de 20th Century Studios, Steve Asbell, confirmó que se estaba desarrollando una tercera película. Branagh regresará como director y protagonista, mientras que Michael Green volverá a actuar como guionista. La tercera película tendrá lugar en la «Venecia de la posguerra»»; y será una adaptación «de una de las novelas menos conocidas». La tercera película fue confirmada el 10 de octubre de 2022 como una adaptación de Las manzanas titulada A Haunting in Venice. Brannagh volverá a dirigir y protagonizar a Poirot. La película también estará protagonizada por Tina Fey, Jamie Dornan, Michelle Yeoh, Kyle Allen, Camille Cottin y Jude Hill, entre otros.
La película se estrenó en cines en los Estados Unidos el 15 de septiembre de 2023.